# Pilea angustata
Pilea angustata är en nässelväxtart som beskrevs av Ellsworth Paine Killip. Pilea angustata ingår i släktet pileor, och familjen nässelväxter. Inga underarter finns listade i Catalogue of Life.